# Caix British Cemetery
Caix British Cemetery is een Britse militaire begraafplaats met gesneuvelden uit de Eerste Wereldoorlog gelegen in de Franse gemeente Caix (departement Somme). De begraafplaats werd ontworpen door Herbert Baker en ligt ruim 600 m ten zuidoosten van het centrum (Église Sainte Croix) net voorbij de gemeentelijke begraafplaats. Ze heeft een vierkantig grondplan met een oppervlakte van 1.225 m² en wordt omsloten door een natuurstenen muur afgedekt met witte boordstenen. Het Cross of Sacrifice staat in een naar binnen gebogen deel van de muur waarin ook twee doorgangen zijn die als toegang dienen. Op dezelfde aslijn als het Cross staat bij de achterste muur een schuilhuisje onder een plat dak en met een boogvormige opening. De begraafplaats wordt onderhouden door de Commonwealth War Graves Commission.

## Geschiedenis
In maart 1917 werd Caix bezet door Britse troepen maar werd tijdens het Duitse lenteoffensief in maart 1918 terug uit handen gegeven. Op 8 augustus 1918 werd het heroverd door het Canadian Corps. Na de wapenstilstand werd de begraafplaats die aanvankelijk Caix New British Cemetery werd genoemd aangelegd met voornamelijk slachtoffers die in maart en augustus 1918 sneuvelden en met graven die verzameld werden vanuit de slagvelden in de omgeving en van enkele kleinere begraafplaatsen. Deze waren Beaucourt Château German Cemetery (4 doden) en Beaufort German Cemetery (3 doden) in Beaucourt-en-Santerre, Caix (Old) British Cemetery (110 doden)) en De Luce British Cemetery (29 doden) in Caix, Cayeux Château German Cemetery (15 doden) in Cayeux-en-Santerre, Le Quesnel German Cemetery (4 doden)) in Le Quesnel en Ridge Cemetery (20 doden) in Hangard.

## Graven
Er liggen 373 doden begraven waaronder 71 niet geïdentificeerde. Onder de geïdentificeerde slachtoffers zijn er 201 Canadezen, 89 Britten en 10 Australiërs.

### Onderscheiden militairen
- Arthur Leslie Walker, majoor bij de Canadian Infantry werd onderscheiden met de Distinguished Service Order en het Military Cross (DSO, MC).
- Arthur John Alexander Menzies, luitenant-kolonel bij het Royal Army Medical Corps en Sidney Smith Burnham, majoor bij de Canadian Infantry werden onderscheiden met de Distinguished Service Order (DSO).
- Charles Pooley, kapitein bij de 5th Dragoon Guards (Princess Charlotte of Wales's), G.B. Tatham, kapitein bij de Rifle Brigade en Arthur Charles Sotheron-Estcourt, luitenant bij de Royal Air Force werden onderscheiden met het Military Cross (MC).
- de sergeanten Frank Claude Wilson en Gordon Pierce Jones en soldaat Albert Nightingale Whithey alle drie bij de Canadian Infantry; sergeant W. Murray en soldaat Harry William Keene, beide dienend bij het Canadian Machine Gun Corps en J. Moylan trompetter bij de 11th (Prince Albert's Own) Hussars werden onderscheiden met de Distinguished Conduct Medal (DCM).
- J. Webb, sergeant bij de Canadian Engineers werd onderscheiden met de Meritorious Service Medal (MSM).
- sergeant Austin Holway Holmes van de Canadian Infantry werd tweemaal onderscheiden met de Military Medal (MM and Bar), nog 13 andere militairen ontvingen de Military Medal (MM).

### Minderjarige militair
- soldaat George Henry Veith van het 2nd Canadian Mounted Rifles Battalion was 17 jaar toen hij op 8 augustus 1918 sneuvelde.

### Aliassen
- soldaat Alphonse Alexandre Schnubb diende onder het alias Alphonse Alexandre Snob bij de Canadian Infantry.
- soldaat Le Gay Sutcliffe diende onder het alias A. Robinson bij de Canadian Infantry.